# Bridei
Bridei – właściwie Bridei mac Maelchu (ang. Brude) (VI wiek) – jeden z najpotężniejszych władców Piktów. Beda Czcigodny określił go mianem rex potentissimus. Był prawdopodobnie władcą wielu lokalnych królestw piktyjskich. Za jego czasów przybył do Brytanii Święty Kolumba. 